# Shawnacy Barber
Pour les articles homonymes, voir Barber.
Shawnacy Campbell Barber, dit Shawn Barber, né le 27 mai 1994 à Las Cruces (États-Unis) et mort à Houston le 17 janvier 2024, est un athlète canadien, spécialiste du saut à la perche. Il est champion du monde en 2015 à Pékin.

## Biographie

### Famille et origines
Shawnacy Barber naît en 1994 à Las Cruces dans l'état du Nouveau-Mexique (États-Unis).
Son père, George Barber, est un ancien perchiste qui a notamment participé aux championnats du monde de 1983. Né aux États-Unis mais résidant à Toronto, son père est de Kincardine au Canada. 
Il détient les deux nationalités, canadienne et américaine, mais se considère comme un habitant de Toronto.

### Carrière
Le 5 août 2011, Shawn Barber porte à La Nouvelle-Orléans son record personnel à 5,02 mètres. Un an après, le 4 août, il atteint déjà la hauteur de 5,57 mètres à Humble (Texas). Peu avant, en juillet 2012, Shawnacy Barber avait remporté sa première médaille internationale, en bronze, lors des Championnats du monde juniors. Il est battu aux essais par le Brésilien Thiago Braz da Silva et par le Croate Ivan Horvat. En franchissant une barre à 5,55 mètres, Shawnacy Barber améliorait ainsi son record personnel de 17 centimètres.
Le 29 mars 2013, Shawnacy Barber bat le record du Canada du saut à la perche avec 5,71 m. Le précédent record, datant de 1991, appartenait à Doug Wood avec 5,61 m. La même année, il se classe deuxième des Jeux de la Francophonie à Nice et remporte le titre des championnats panaméricains juniors, à Medellín, avec un saut à 5,35 m. Il ne franchit pas le cap des qualifications lors des championnats du monde de Moscou.
Lors des Jeux du Commonwealth de 2014 à Glasgow, en Écosse, il franchit une barre à 5,45 m et se classe troisième de la compétition, derrière les Anglais Steven Lewis et Luke Cutts.
Le 13 mars 2015, à Fayetteville en salle, il porte le record national à 5,91 m. Le 28 mars, lors des Texas Relays d'Austin, au Texas, il établit la meilleure performance canadienne en plein air en effaçant une barre à 5,90 m
. Le 25 juillet 2015, il bat une nouvelle fois son record au meeting de Londres, en franchissant une barre à 5,93 m. Lors des championnats du monde 2015, à Pékin, Shawnacy Barber est le seul compétiteur à franchir la hauteur de 5,90 m au premier essai. Il remporte la médaille d'or, devant l'Allemand Raphael Holzdeppe qui ne passe cette barre qu'à sa troisième tentative. 
À la suite d'une affaire sexuelle concernant son père, condamné en 2007, la Fédération canadienne décide de bannir George Barber de l'athlétisme. Par conséquent, Shawn Barber doit changer de coach : il choisit Jeff Hartwig, ancien perchiste mondial.
Il ouvre sa saison en salle avec un saut à 5,88 m. Le 15 janvier 2016, il franchit pour la première fois la barre des 6,00 m à Reno aux États-Unis. Barber entame ensuite une tournée européenne avec de nombreuses places d'honneur. Le 20 février, il remporte le meeting de Glasgow avec 5,89 m. Le lendemain, il se classe deuxième de la première édition du meeting All Star Perche organisé par le perchiste français Renaud Lavillenie à Clermont-Ferrand au terme d'un concours de niveau olympique remporté par Lavillenie (6,02 m). En mars 2016, Shawn Barber est parmi les favoris pour remporter le titre mondial indoor aux championnats du monde en salle de Portland, mais échoue au pied du podium avec un saut à 5,75 m à son troisième essai. Il est devancé par Renaud Lavillenie (6,02 m), l'Américain Sam Kendricks (5,80 m) et le Polonais Piotr Lisek (5,75 m). Très tôt dans la saison estivale, le Canadien établit la meilleure performance mondiale de l'année avec 5,91 m. Le 18 mai suivant, il ne se classe que 6e du World Challenge de Pékin avec 5,60 m. Le reste de sa saison restera en deçà des attentes de Barber. En août, le Canadien participe à la finale des Jeux olympiques de Rio mais ne se classe que 10e avec 5,50 m, avant d'échouer par trois fois à 5,65 m. 
Le 6 octobre 2016, il est révélé que Barber a été testé positif à un test antidopage au mois de juillet, de la cocaïne ayant été trouvée. Il n'a cependant pas été suspendu, ayant reçu par inadvertance la substance après avoir embrassé une femme rencontrée sur internet et qui en avait consommé quelques minutes avant leur rendez-vous.
À l'image de sa saison mitigée, Shawn Barber ne montre pas d'exploit en finale des championnats du monde de Londres le 8 août 2017, dont il est le champion sortant : il termine 8e avec 5,65 m, barre franchie à sa 3e tentative.
Le 25 février 2018, lors du All Star Perche de Clermont-Ferrand, Shawn Barber franchit 5,81 m, sa meilleure performance de la saison, pour terminer à la 8e place de la compétition la plus relevée de l'histoire, où 7 athlètes effacent 5,88 m et plus. Le 4 mars, aux championnats du monde en salle de Birmingham, il termine 15e avec 5,45 m. Le 31 mars, aux Texas Relays, Shawn Barber réalise son meilleur saut depuis janvier 2016 en effaçant une barre à 5,92 m, à 1 centimètre seulement de son record en plein air. Il termine 2e de la compétition derrière Renaud Lavillenie qui le bat aux essais. La même année, lors de la saison en plein air, il concourt vingt-huit fois, franchit cinq fois 5,80 m ou plus ; remporte la médaille d'argent des Jeux du Commonwealth de Gold Coast et des Championnats d'Amérique du Nord, d'Amérique centrale et des Caraïbes à Toronto.
Absent en 2019 pour diverses raisons[évasif], il revient sur les sautoirs en 2020[réf. nécessaire].

### Vie privée
Le 24 avril 2017, Shawn Barber annonce, sur son compte Facebook, son homosexualité, et remercie ses parents pour leur soutien. Il est l'un des seuls athlètes masculins de haut niveau à avoir révélé cette orientation sexuelle.
Il vivait à Toronto[Quand ?]

### Mort
Shawn Barber qui avait des problèmes de santé meurt le 17 janvier 2024 des suites de « complications médicales » dans le quartier de Kingwood à Houston (Texas).

## Palmarès
| Date | Compétition                        | Lieu                               | Résultat | Marque  |
| ---- | ---------------------------------- | ---------------------------------- | -------- | ------- |
| 2012 | Championnats du monde juniors      | Barcelone                          | 3e       | 5,55 m  |
| 2013 | Universiade                        | Kazan                              | 11e      | 5,15 m  |
| 2013 | Championnats panaméricains juniors | Medellín                           | 1er      | 5,35 m  |
| 2013 | Jeux de la Francophonie            | Nice                               | 2e       | 5,35 m  |
| 2014 | Jeux du Commonwealth               | Glasgow                            | 3e       | 5,45 m  |
| 2015 | Jeux panaméricains                 | Toronto                            | 1er      | 5,80 m  |
| 2015 | Championnats du monde              | Pékin                              | 1er      | 5,90 m  |
| 2015 | Ligue de diamant                   | Ligue de diamant                   | 3e       | détails |
| 2016 | Circuit mondial en salle de l'IAAF | Circuit mondial en salle de l'IAAF | 1er      | détails |
| 2016 | Championnats du monde en salle     | Portland                           | 4e       | 5,75 m  |
| 2016 | Jeux olympiques                    | Rio de Janeiro                     | 10e      | 5,50 m  |
| 2017 | Championnats du monde              | Londres                            | 8e       | 5,65 m  |
| 2018 | Championnats du monde en salle     | Birmingham                         | 15e      | 5,45 m  |
| 2018 | Jeux du Commonwealth               | Gold Coast                         | 2e       | 5,65 m  |
| 2018 | Championnats NACAC                 | Toronto                            | 2e       | 5,40 m  |
| 2018 | Ligue de diamant                   | Ligue de diamant                   | 3e       | 5,83 m  |
| 2018 | Coupe continentale                 | Ostrava                            | 3e       | 5,65 m  |

## Records
| Épreuve          | Épreuve   | Marque      | Lieu    | Date            |
| ---------------- | --------- | ----------- | ------- | --------------- |
| Saut à la perche | Plein air | 5,93 m (NR) | Londres | 25 juillet 2015 |
| Saut à la perche | En salle  | 6,00 m (NR) | Reno    | 15 janvier 2016 |